# Фехтування на візках на літніх Паралімпійських іграх 2020
Фехтування на візках на літніх Паралімпійських іграх 2020 року проходило в Макухарі Мессе, тому самому місці, де проходили сидячий волейбол та тхеквондо. Він включав шістнадцять змагань (вісім чоловічих, вісім жіночих), включаючи два командні змагання. 
Літні Олімпійські та Паралімпійські ігри 2020 року були перенесені на 2021 рік через пандемію COVID-19. Вони зберегли назву 2020 року. 

## Медальний залік
| Місце               | NPC                                | Золото | Срібло | Бронза | Загалом |
| ------------------- | ---------------------------------- | ------ | ------ | ------ | ------- |
| 1                   | Китай                              | 11     | 4      | 5      | 20      |
| 2                   | Російський паралімпійський комітет | 2      | 2      | 3      | 7       |
| 3                   | Велика Британія                    | 1      | 1      | 3      | 5       |
| 4                   | Угорщина                           | 1      | 1      | 1      | 3       |
| 5                   | Італія                             | 1      | 1      | 0      | 2       |
| 6                   | Україна                            | 0      | 4      | 1      | 5       |
| 7                   | Бразилія                           | 0      | 1      | 0      | 1       |
| 7                   | Грузія                             | 0      | 1      | 0      | 1       |
| 7                   | Польща                             | 0      | 1      | 0      | 1       |
| 10                  | Греція                             | 0      | 0      | 1      | 1       |
| 10                  | Таїланд                            | 0      | 0      | 1      | 1       |
| 10                  | Франція                            | 0      | 0      | 1      | 1       |
| Загалом (12 збірні) | Загалом (12 збірні)                | 16     | 16     | 16     | 48      |